# Ноэль, Десмонд
Десмонд Бенедикт Ноэль (англ. Desmond Benedict Noel; род. 28 ноября 1974, Сент-Джорджес, Гренада) — гренадский футболист, вратарь.

## Клубная карьера
Десмонд всю карьеру провёл в клубе чемпионата Гренады, «Энчор Куинз Парк Рейнджерс», за который выступал с 2002 по 2015 годы.

## Карьера в сборной
Ноэль выступал за сборную Гренады с 2002 по 2012 годы.
Десмонд принимал участие в Золотом кубке КОНКАКАФ 2009. На турнире голкипер принял участие в двух матчах группового этапа.
Голкипер был включён в заявку на Золотой кубок КОНКАКАФ 2011, однако не сыграл ни в одной встрече.